# 学校のおじかん
『学校のおじかん』（がっこうのおじかん）は、田島みみによる日本の漫画作品。
集英社の漫画雑誌『マーガレット』にて2003年19号から2008年24号まで連載された。単行本はマーガレットコミックス（集英社）から全17巻。

## あらすじ
ごく平凡な高校1年生だった青葉陸。しかし、母方の祖父･青葉清次の遺言により、県内でも五本の指に入るようなエリート学校といわれる、中・高一貫の私立校・マガレット学園の学園長に就任してしまう。当然ながらマガレット学園の高等部に編入した陸。エリート校の生徒と学園長、この2足のわらじは、陸にとってはなんとも履き心地の悪いものだった。

## 書誌情報
- 『学校のおじかん』 マーガレットコミックス（集英社）
  1. 2004年5月25日発売、ISBN 978-4-08-847742-8
  2. 2004年9月24日発売、ISBN 978-4-08-847780-0
  3. 2005年1月25日発売、ISBN 978-4-08-847816-6
  4. 2005年5月25日発売、ISBN 978-4-08-847854-8
  5. 2005年8月25日発売、ISBN 978-4-08-847881-4
  6. 2005年12月22日発売、ISBN 978-4-08-846013-0
  7. 2006年4月25日発売、ISBN 978-4-08-846046-8
  8. 2006年7月25日発売、ISBN 978-4-08-846075-8
  9. 2006年11月24日発売、ISBN 978-4-08-846109-0
  10. 2007年3月23日発売、ISBN 978-4-08-846149-6
  11. 2007年7月25日発売、ISBN 978-4-08-846187-8
  12. 2007年11月22日発売、ISBN 978-4-08-846230-1
  13. 2008年3月25日発売、ISBN 978-4-08-846273-8
  14. 2008年7月25日発売、ISBN 978-4-08-846312-4
  15. 2008年10月24日発売、ISBN 978-4-08-846344-5
  16. 2008年12月25日発売、ISBN 978-4-08-846363-6
  17. 2009年2月25日発売、ISBN 978-4-08-846383-4